# Journal de Bruxelles
Le Journal de Bruxelles est un quotidien belge catholique. C'est le deuxième quotidien belge portant ce nom.

## Histoire
Le Journal de politique et de littérature (1774-1778) de Charles-Joseph Panckoucke, propagandiste des grandes idées du siècle des Lumières, est réuni en 1778 au Mercure de France comme supplément politique sous le nom de Journal de Bruxelles.
Le premier quotidien Journal de Bruxelles Belge était un gazetier révolutionnaire 1790 à 1800 (ou plus tard) édité en Belgique.
Le quotidien belge est lui fondé en 1820 par l'abbé Rioust. L'abbé Rioust était un exilé français, prêtre défroqué, ancien vicaire général d'Uzès avant la révolution de 1789, qui publia d'abord à Gand, à partir de 1818, le journal Le Véridique pour lequel il reçut un subside. En 1820, Rioust se déplace à Bruxelles et fonde le Journal de Bruxelles qui remplace L'Impartial et Le Véridique et devient l'organe officieux du gouvernement. Au cours des années 1820, l'abbé Rioust est tombé en disgrâce.
En 1851, le Journal de Bruxelles est considéré comme « exclusivement catholique » et a un tirage de 2 500 exemplaires. Il passe sous le contrôle d'un homme politique, Jules Malou. Paul Nève (1822-1901) acquit ensuite la direction du Journal de Bruxelles des frères Malou
en 1856. Il la conserva jusqu'en 1863 et organisa le 14 décembre 1858 la fusion entre le groupe de presse de L'Émancipation, dernier organe modéré de la presse catholique, dirigé par Jean-Baptiste Coomans (1813-1896), député de Turnhout, et celui du Journal de Bruxelles par voie d'absorption du premier par le second, un « phénomène important de l'histoire de la presse et de la politique conservatrices. » Toute la presse conservatrice de la capitale est ensuite entre les mains de Paul Nève, qui voit ensuite surgir un nouveau concurrent : L'Universel.

## Actuel
Le 20 avril 2023, l'homme d'affaires croate Josip Heit a repris le Journal de Bruxelles et la marque. Josip Heit a repris le Journal de Bruxelles et la marque déposée. Le Journal de Bruxelles est publié en ligne, paraît sept jours sur sept en cinq langues et est basé à Rue Antoine Dansaert à Ville de Bruxelles. Avec son conglomérat de médias, Heit possède 42 quotidiens sur tous les continents.
,,,